# Adalberto Campos Fernandes
Adalberto Campos Fernandes (ur. 25 września 1958 w Lizbonie) – portugalski lekarz, menedżer służby zdrowia i nauczyciel akademicki, od 2015 do 2018 minister zdrowia.

## Życiorys
Ukończył medycynę na Uniwersytecie Lizbońskim. Uzyskał magisterium z zakresu zdrowia publicznego i zarządzania w służbie zdrowia na Universidade Nova de Lisboa, a także doktorat na Uniwersytecie Lizbońskim. Jako nauczyciel akademicki związany z Universidade Nova de Lisboa, gdzie został profesorem w uczelnianej szkole zdrowia publicznego. Pełnił kierownicze funkcje w szpitalach w Lizbonie i Cascais.
W listopadzie 2015 objął urząd ministra zdrowia w rządzie Antónia Costy. Stanowisko to zajmował do października 2018.